# Берег (Урдомское городское поселение)
Бе́рег — деревня в Ленском районе Архангельской области. Входит в состав Урдомского городского поселения.

## География
Находится в юго-восточной части Архангельской области на расстоянии приблизительно 15 км на северо-северо-запад по прямой от административного центра поселения поселка Урдома, у протоки реки Вычегда.

## История
Упоминалась как деревня в 1969 году.

## Население
Численность населения: 1 человек (русские 100 %) в 2002 году, в 2010 не отмечалась.